# Lê Kiên Trung
Lê Kiên Trung (sinh 1958) là một Thiếu tướng Công an nhân dân Việt Nam. Ông từng là Phó Tổng cục trưởng Tổng cục An ninh, Bộ Công an. Ông là con của Tổng Bí thư Lê Duẩn.

## Tiểu sử
Lê Kiên Trung là con trai của cựu Tổng Bí thư Ban Chấp hành Trung ương Đảng Cộng sản Việt Nam Lê Duẩn.
Từ năm 2008 đến năm 2010, Lê Kiên Trung là Cục trưởng Cục Hải quan Thành phố Hồ Chí Minh. Người kế nhiệm ông làm Cục trưởng Cục Hải quan Thành phố Hồ Chí Minh từ năm 2010 đến tháng 5 năm 2015 là vợ ông, bà Nguyễn Thị Thu Hương.
Năm 2011, Lê Kiên Trung được điều động chuyển sang Bộ Công an Việt Nam giữ chức vụ Phó Tổng cục trưởng, Tổng cục An ninh 2, Bộ Công an (Việt Nam) (an ninh nội địa).
Năm 2016, Lê Kiên Trung là Thiếu tướng Công an nhân dân Việt Nam, Phó Tổng cục trưởng, Tổng cục An ninh, Bộ Công an (Việt Nam).